# ديف أولريش
ديف أولريش هو كاتب أغاني كندي، ولد في عقد 1970 في أوشاوا في كندا.